# ゲルハルト・フォン・シャルンホルスト
ゲルハルト・ヨハン・ダーヴィト・フォン・シャルンホルスト(独: Gerhard Johann David von Scharnhorst、1755年11月12日 - 1813年6月28日)は、プロイセン王国の軍人で、軍制改革者である。参謀本部の初代参謀総長で、後任のアウグスト・フォン・グナイゼナウと共に参謀本部制度の生みの親でもあり、プロイセンの軍制改革に多大な影響を及ぼした。
ナポレオン戦争では、ハノーファー出身で身分も低かったことから出世が遅く、飛び抜けた才能を認められながらも責任ある地位につくことはなかった。1813年になってようやくプロイセン軍を実質的に指揮するようになって解放戦争の勝利に大きな功績があったが、その最後を見届けることなく負傷の悪化によって戦傷死した。

## 略歴

### ハノーファー軍での軍歴
1755年11月12日、シャルンホルストはハノーファーの富農の家に生まれた。父親はもと騎兵隊の下士官であり、その影響から軍での成功を考えるようになった。1773年、シャルンホルストはヴィルヘルムスタイン士官学校に入校し、軍事理論や軍制改革について学んだ。1778年、ハノーファー軍で少尉として軍歴を開始、はじめは騎兵連隊付属学校の教官を任された。1783年、中尉に昇進し、砲兵学校の教官に異動された。この頃から、シャルンホルストは軍事に関する多数の論文や雑誌、書籍を出版し始めた。彼が創刊し、編集を務めた『軍事ジャーナル』は、1805年まで出版され続け、広くヨーロッパで読まれた。1788年度出版の『士官のための応用軍事科学 (Handbuch für Offiziere in den anwendbaren Teilen der Kriegswissenschaften)』や、1792年度出版の『野戦必携 (Militärisches Taschenbuch für den Gebrauch im Felde)』は何度も増刷された。いずれも高い評判を呼び、シャルンホルストは軍事理論家として有名になった。
1792年、シャルンホルストは大尉に昇進した。1793年、英領ハノーファーはフランス革命戦争に参加。シャルンホルストは砲兵将校として、イギリス派遣軍のヨーク公フレデリックの麾下でネーデルラントでの作戦に従事した。1793年9月6日から8日にかけて行われたホンドスクートの戦いで、シャルンホルストは友軍の後退を支援し、初の戦功を立てた。1794年、メニンがフランス軍に包囲された。当時、ハンマーシュタイン将軍の麾下にいたシャルンホルストは、包囲下の友軍の救出作戦を立案し、自ら一部隊を率いて解囲軍に加わった。この作戦は成功し、市内の友軍は救出された。シャルンホルストの功績は高く評価され、ハンマーシュタインの推薦で少佐に昇進し、ハノーファー参謀本部に加わった。これらの戦闘でシャルンホルストは単に理論家というだけではなく、実戦指揮官としても有能であることを証明した。また、1803年にはこのメニンの攻防戦を考察した『メニン市の防衛 (Vertheidigung der Stadt Menin)』という書籍を出版した。

### プロイセン軍へ出仕
1795年3月5日のバーゼルの和約の後、シャルンホルストはハノーファーに帰国した。フランス革命軍の勝利の要因を考察し、軍事ジャーナルに『フランス革命軍の成功の原因 (Die Ursachen des Glücks der Franzosen im Revolutionskrieg)』と題する論文を載せた。この論文の中で、シャルンホルストはフランス軍の強さは第一に優れた組織にあり、その背景には国民国家というフランス独自の社会体制があると看破している。これはシャルンホルストの論文の中でも特に有名なものとなった。すでにシャルンホルストの軍人としての名声は確固たるものであり、各国から招聘の声が寄せられた。1801年、シャルンホルストは、貴族の称号（フォン）と中佐の地位というもっとも良い条件を出してきたプロイセン軍へ勤務することにした。
プロイセンにおけるシャルンホルストの最初の仕事は、ベルリン士官研修所の教官だった。当時の研修所所長は、兵站総監（当時のプロイセンでは、参謀本部は兵站総監部と呼ばれていた）のゴイザウが兼任していたが、多忙な彼はシャルンホルストに全権を委任した。シャルンホルストは研修所の講義内容を大きく改め、熱心に若手士官の教育に取り組んだ。彼の講義を受けた士官の中からは、カール・フォン・クラウゼヴィッツやグロルマン、ティーデマンら、後のプロイセン軍改革に力を発揮するものが多数輩出された。
1802年1月24日（フリードリヒ大王の誕生記念日）、シャルンホルストは同僚とともに軍事協会を設立し、プロイセン軍の改革をいかに進めていくべきか意見交換をする場を設けた。1804年、シャルンホルストは研修所の組織を再編し、基礎的な将校教育を担当する研修所の他に、高度な教育を専門とするベルリン陸軍士官用学校（後のベルリン陸軍大学）を設立した。
このように軍内部の意識改革から進めていったシャルンホルストであったが、肝心の軍制改革はなかなか実行に移されなかった。改革を妨げる大きな原因は、七年戦争以来の功臣たちの存在だった。フリードリヒ大王の下でプロイセン軍の栄光を担った古参将校たちは、すでに確立された従来のやり方を変更することを望まなかったのである。
1804年、マッセンバッハの提言によって兵站総監部の再編が行われた。シャルンホルストは兵站総監部第三旅団長（参謀本部次長にあたる）に任命された。ただし、この時点では明確な権限や責任が規定されておらず、将軍の相談相手の域を出るものではなかった。1806年には大佐に昇進している。

### プロイセンの敗北と再建
1805年、フランスはアウステルリッツの戦いに勝利し、第三次対仏大同盟を崩壊させた。ナポレオンはライン同盟を結成し、これによって彼の覇権はドイツ中部へと及ぶこととなった。これに危機感を抱いたプロイセンは、1806年、第四次対仏大同盟に参加し、フランスへ宣戦布告した。しかしながら、プロイセン軍は10月14日のイエナ・アウエルシュタットの戦いでフランス軍に大敗した。敗走の中、シャルンホルストはブリュッヘルの軍と合流した。フランス軍はプロイセン本土まで侵攻し、全土がフランスの制圧下に置かれた。11月5日、ブリュッヘルとシャルンホルストの軍はリューベックで降伏、翌11月6日、マクデブルクでヴァイマール公とグナイゼナウの軍が降伏し、国内のプロイセン軍は消滅した。国王フリードリヒ・ヴィルヘルム3世は側近とともにケーニヒスベルクへ逃れた。
捕虜交換で解放されたシャルンホルストは、ケーニヒスベルクへ向かい、レストック将軍の補佐官となり、軍の再建に力を注いだ。1807年2月7日および2月8日に行われたアイラウの戦いは双方痛みわけに終わったが、シャルンホルストは優れた作戦指導を認められプール・ル・メリット勲章を授与された。同年7月7日、ティルジットの和約によってプロイセンとフランスは講和した。講和後、シャルンホルストは少将に昇進し、軍備再編委員会の議長に任命され、本格的に軍制改革に乗り出すこととなった。グナイゼナウ、ボイエン、グロルマンら、彼と意見を同じくする将校たちが委員に任命され、改革の補佐をした。1808年からはクラウゼヴィッツもこの委員に加わった。
シャルンホルストはまずイエナ・アウエルシュタットの敗因を研究した。彼はフランス軍とドイツ軍の軍事力の差は、本質的な組織および指揮統制の質の差であると考えた。ナポレオン・ボナパルトの卓越した指揮と、それに応えるフランス軍の柔軟な軍事編成が勝利を呼び込んだのである。これに対抗するためには、プロイセン軍を根本から変える大改革が必要だった。
当時のプロイセン軍は傭兵主体の軍隊であった。将校は貴族出身者で占められ、平民出身将校には出世の見込みがなかった。これはフランスを除く他国の軍隊でも同様であり、シャルンホルストがプロイセンに出仕する際に貴族の地位にこだわったのはこのためである（それでも、彼は成り上がりものとして、同僚から白眼視されていた）。シャルンホルストの改革の要点はこうした旧弊を打破することにあった。
1808年、軍事に関する事柄を処理する一般軍事部と、その中でも経済に関する事柄を処理する軍事経済部が創設され、シャルンホルストは一般軍事部の部長となった。これによって彼は改革のための実権を手にすることができた。同年8月、プロイセンは義務兵役制度を導入した。ただし、実際に徴兵が行われたのは、フランスとの戦端が開かれた1813年のことである。
1808年12月、一般軍事部と軍事経済部は統合され、軍事に関わる事柄一切を扱う軍事省が誕生、初代軍事相には国王の側近ロトゥム伯が就任した。軍事省は、軍事総務局と軍事主計局の二つの部局に分かれ、シャルンホルストは軍事総務局長として実務にあたった。軍事総務局は、国王の相談役である第一師団、軍の統括を行う第二師団、兵器監査を担当する第三師団の三つの部局から成り立っており、シャルンホルストは第二師団監督（局長）を兼務した。この第二師団が後年の参謀本部の原型となった。また、第二師団は旧兵站総監部と同じ役割のため、第二師団監督は兵站総監と呼ばれた。
1809年、プロイセン軍の編成は諸兵科連合の師団（旅団）を中心としたものに変更された。シャルンホルストは各師団に参謀将校を配属し、中央からの指令の徹底と、作戦行動時の独自性の向上につとめた。また、シャルンホルストは平民（主にブルジョワジー）から積極的に将校を採用した。これは参謀将校の配属で増加した将校の数を補うためであったが、結果的に平民の軍隊への参加を促すこととなった。平民が政治参加を許されないプロイセンにあっては、国政に影響力を及ぼすことのできる軍隊は、平民にとって魅力的な就職先となった。1810年、シャルンホルストは陸軍士官用学校を陸軍大学とし、さらに入学希望者の枠を広げた。
しかし、こうした積極的な改革はナポレオンの警戒を招いた。彼の不興を買うことを恐れたフリードリヒ・ヴィルヘルム3世は、シャルンホルストに改革の一時中止を命じた。1811年、フランスがロシア戦役の準備を進める中、シャルンホルストはロシア帝国とプロイセンの同盟を結ぶためにサンクトペテルブルクに向かった。しかし、フリードリヒ・ヴィルヘルム3世は彼が帰国する前にナポレオンの恫喝に屈し、フランスとの同盟を決定した。これに失望したシャルンホルストやグナイゼナウら改革派将校は、プロイセン軍を辞めてシュレージェンに亡命、一部の将校はロシア軍に身を投じた。

### 解放戦争
1813年、ナポレオンのロシア戦役が失敗に終わると、シャルンホルストらはプロイセン軍に再度招聘された。シャルンホルストは再び兵站総監（参謀総長）となり、あわせて中将に昇進、プロイセン軍総司令官ブリュッヘルのもとで解放戦争を指導することとなった。シャルンホルストはグナイゼナウを先任参謀将校に任命し、彼とともに作戦立案に当たった。
同年3月、プロイセン軍は攻撃を開始した。5月2日、緒戦のリュッツェンの戦いでプロイセン軍は敗退、シャルンホルストは脛を撃たれて負傷した。にもかかわらず、シャルンホルストはオーストリア帝国を味方につけるため、傷をおしてウィーンへ向かった。6月28日、傷が悪化して敗血症に感染したシャルンホルストは、プラハで亡くなった。グナイゼナウとクラウゼヴィッツは共同して追悼の辞を書いたが、彼の業績はまだ評価が固まっていないという理由で、政府はその公表を認めなかった。グナイゼナウは猛抗議をして公表を認めさせた。フリードリヒ・ヴィルヘルム3世はラウフに命じて、ベルリンにシャルンホルストの彫像を建造させた。

## 評価
近代参謀本部制度の生みの親として、シャルンホルストの業績は高く評価されている。それ以外の経歴を見ても、総じて優れた軍人という評価は揺るがない。ハノーファー軍時代には、野戦指揮官として有能であることを証明し、雑誌、書籍の出版で軍事理論家としての名声を確立した。プロイセンに仕官してからは、さらに活躍の場を広げ、教育者としてクラウゼヴィッツ、グロルマンら優れた弟子を育成し、組織改革者としてプロイセン軍の抜本的な改革に成功した。参謀総長として戦争を指導した時期は短かったが、諸国民解放戦争では大胆な作戦を立案し、後任の参謀総長アウグスト・フォン・グナイゼナウはその基本構想を引き継いだ。
クラウゼヴィッツによれば、シャルンホルストの風貌はおよそ軍人らしくなかったという。身だしなみにこだわるプロイセン軍将校の中で、彼はだらしない格好でも平然としていた。粗野で傲慢な貴族将校が多い中、彼は知的で物静かであった。常に憂鬱な雰囲気を漂わせており、ハノーファー訛りでぼそぼそと喋る様子は、まるで哲学者のようであったという。しかし、人間的な魅力に欠けていたというわけではなかった。教官時代には親身に若手の指導にあたり、参謀総長時代には優秀な人材を出自に関係なく引き立て、いずれも深い尊敬を獲得している。クラウゼヴィッツはシャルンホルストを第二の父として敬愛していた。シャルンホルストの業績を引き継ぎ、完成させたグナイゼナウは、自分は彼のペトロ（イエス・キリストの高弟、使徒）に過ぎないと語った。

## その他
「シャルンホルスト」の名が由来となった後世のドイツ海軍艦艇。
- シャルンホルスト級大型巡洋艦 - ドイツ帝国海軍の、第一次世界大戦時の大型巡洋艦（装甲巡洋艦）シャルンホルスト
- シャルンホルスト級戦艦 - ドイツ海軍（国防軍）の、第二次世界大戦時の戦艦シャルンホルスト
- シャルンホルスト (フリゲート)　-　西ドイツ海軍の138型教育フリゲート（ドイツ語版）で、イギリス海軍の改ブラックスワン級スループ、マーメイドの後身。